# جک چادبورن
جک چادبورن (انگلیسی: Jack Chadburn; ۱۲ فوریهٔ ۱۸۷۳ – دسامبر ۱۹۲۳ (aged 50)) بازیکن فوتبال اهل پادشاهی متحد بریتانیای کبیر و ایرلند بود.
از باشگاه‌هایی که در آن بازی کرده‌است می‌توان به باشگاه فوتبال وست برومویچ آلبیون، باشگاه فوتبال ولورهمپتون واندررز، باشگاه فوتبال منزفیلد تاون، باشگاه فوتبال لینکولن سیتی، باشگاه فوتبال لیورپول، باشگاه فوتبال لستر سیتی، باشگاه فوتبال نوتس کانتی، باشگاه فوتبال پلیموث آرگیل، باشگاه فوتبال سوئیندون تاون، و باشگاه فوتبال ردینگ اشاره کرد.